# Pallamano al IX Festival olimpico estivo della gioventù europea
Le competizioni di pallamano al IX Festival olimpico estivo della gioventù europea si sono svolte dal 21 al 29 luglio 2007 a Belgrado, in Serbia

## Podi

### Ragazze
| Evento           | Oro    | Argento  | Bronzo    |
| Torneo femminile | Russia | Norvegia | Danimarca |